# Gare de Hamar
La gare de Hamar se situe dans le centre de la ville de Hamar.  Hamar est un nœud ferroviaire puisque s'y retrouvent la ligne de Dovre et la ligne de Røros.

## Situation ferroviaire
La gare est située au (PK) 126,26 et à 127 m d'altitude. Hamar est un des terminus de la ligne de Røros. La gare se trouve entre les haltes ferroviaires aujourd'hui fermées de Gubberud et Melkfabrikken,.

## Histoire
Elle fut inaugurée le 23 juin 1862 lorsque la partie Hamar -Grundset de la ligne de Røros fut achevée,.
La première gare, en bois, a été construite en 1862 par l'architecte Georg Andreas Bul. En 1880, un bâtiment plus grand a été construit à côté par Balthazar Lange. Ces deux bâtiments ont été détruits en 1894, lorsque la ligne de Dovre se poursuit jusqu'à Tretten.
Un nouveau bâtiment en brique a été construit d'après les plans de l'architecte Paul Due. La construction en a été achevée en 1896. Le restaurant, construit en 1897, est considéré comme l'une des œuvres les plus importantes de Paul Due.
La gare a été rénovée en 1993 et les quais ont été modernisés. Le parc, situé devant la gare, a été nommé « parc vert de l'année 1993 en Norvège ».

### Inscription au patrimoine historique et culturel
Le 30 mai 2007, la salle du restaurant de la gare a été inscrite au patrimoine norvégien sous le 110124-1. Cette inscription comprend l'intérieur du restaurant caractérisé par une architecture copiant celle d'un théâtre, la décoration, les peinture à l'huile, les fenêtres et les portes du restaurant. Il s'agit d'une salle unique en Norvège.

### Musée du chemin de fer norvégien
Le musée du chemin de fer norvégien, ouvert depuis 1896, est situé à deux kilomètres de la gare d'Hamar.

## Service des voyageurs

### Accueil
La gare a un parking de 231 places (dont 3 pour les personnes à mobilité réduite) et un parking pour les vélos. La gare est équipée d'ascenseurs, d'une consigne pour les bagages.
Il y a un kiosque Narvesen où il est possible d'acheter des titres de transport. Le kiosque est ouvert du lundi au vendredi de 5h50 à 20h10, le samedi de 7h45 à 18h10 et le dimanche de 9h à 20h10. Il y a également des automates pour l'achat des billets.
La gare a une salle d'attente ouverte du lundi au samedi de 4h15 à 1h05 et le dimanche de 5h30 à 1h05. Il y a également des aubettes sur le quai central.

### Desserte
La gare est un nœud ferroviaire desservi par des trains grandes et moyennes distances.
Longue distance :
- 21 : Oslo-Trondheim[8]
- 22 : (Oslo)-Lillehammer-Dombås-Åndalsnes[9]
- 25 : (Oslo)-Hamar-Røros-Trondheim[10]

Moyenne distance :
- R10 : Drammen-Oslo-Lillehammer[11]

### Intermodalité
Devant la gare se trouve une station pour les taxis et un arrêt de bus desservi par plusieurs lignes.